# Je lichaam, je leven
Je lichaam, je leven is een vertaling van Our Bodies, Ourselves, een boek over vrouwengezondheid en seksualiteit dat werd geproduceerd door de non-profit-organisatie Our Bodies Ourselves (oorspronkelijk de Boston Women's Health Book Collective). Het verscheen voor het eerst eind jaren zestig. Het boek bevat informatie over vrouwengezondheid en seksualiteit, zoals seksuele gezondheid, seksuele oriëntatie, genderidentiteit, anticonceptie, abortus, zwangerschap en geboorte, geweld en misbruik en de overgang. 

## Geschiedenis
Het boek kwam voort uit een zelf gedrukt boekje van 136 pagina's genaamd Women and Their Bodies, dat in 1970 werd uitgegeven door de New England Free Press. Dit werk werd geschreven door 12 feministische activisten uit Boston. Oorspronkelijk was het bedoeld als naslagwerk voor een vrouwengezondheidscursus, en het eerste werk voor vrouwen en geschreven door vrouwen. 
Het boek is vertaald en overgenomen door vrouwenbewegingen over de hele wereld en is vertaald in 29 talen. Er zijn 4 miljoen boeken van verkocht en het wordt beschouwd als een feministische klassieker. De eerste Nederlandse vertaling verscheen in 1975. Hiervan verscheen in 1982 de 19e druk.

## Uitgaven
Heleen Pott, Liesbeth van der Sluys (vertaling), Anja Meulenbelt (bewerking), Je lichaam, je leven. Het lijfboek voor vrouwen / door het Vrouwengezondheidscollectief uit Boston (Den Haag: Bakker, 1975)

## Secundaire literatuur
Kathy Davis, The making of our bodies, ourselves. How feminism travels across borders (Durham, NC: 2007)